# Léo Cremades
Léo Cremades (2002) è un giocatore di football americano francese che gioca come quarterback per i Flash de La Courneuve.